# La esposa virgen
La esposa virgen es una telenovela mexicana producida por Salvador Mejía para Televisa en el año 2005. Escrita por Liliana Abud, basándose en una radionovela original de Caridad Bravo Adams.
Fue protagonizada por Adela Noriega, Jorge Salinas y Sergio Sendel, con las participaciones antagónicas de Lilia Aragón, Roberto Ballesteros, Arleth Terán y Martha Ofelia Galindo. Con las actuaciones estelares de los primeros actores César Évora, Luis Bayardo, Otto Sirgo e Ignacio López Tarso.

## Sinopsis
Virginia Alfaro del Sur (Adela Noriega) llega con su hermano menor, Diego, al pueblo de San Francisco de los Arenales con el propósito de enterrar a su marido recién fallecido, el general Francisco Ortiz (Ignacio López Tarso). Virginia también va acompañada del capitán Fernando Ortiz (Sergio Sendel), sobrino del fallecido, pero Fernando desprecia a la viuda al creerla una cazafortunas que se casó con su tío por interés. El resto del pueblo también recibe a Virginia con frialdad, a excepción del doctor José Guadalupe Cruz (Jorge Salinas), que la trata amablemente.
Virginia llega a la hacienda de su difunto marido y descubre que todo se encuentra en muy mal estado. La joven viuda no sospecha que todo ha sido planeado minuciosamente por Aurelia Betancourt (Lilia Aragón), madre de Fernando, y el administrador Cristóbal (Roberto Ballesteros), quienes pretenden quedarse con la fortuna de Virginia acaba de heredar a cualquier precio. 
Virginia conoce a Blanca de la Fuente (Natalia Esperón), esposa de José Guadalupe, y entre ellas nace una gran amistad. Pero al mismo tiempo Virginia se enamora de José Guadalupe; para no hacer daño a Blanca, que sufre una enfermedad terminal, Virginia decide no aceptar sus sentimientos y tratar de olvidar a su amado.
Sin embargo la joven viuda tendrá que afrontar otros problemas, como el constante peligro que representa Aurelia, quien buscará cualquier pretexto para sacarla de la hacienda y del pueblo. El odio de Aurelia aumentará aún más cuando descubra que su propio hijo ha terminado por enamorarse de Virginia. A eso se le suma la presencia de Olga Barquín (Arleth Terán), una joven egoísta y ambiciosa que está encaprichada con el doctor y también buscará destruir a Virginia.

## Elenco
- Adela Noriega - Virginia Alfaro Del Sur vda. de Ortiz
- Jorge Salinas - Doctor José Guadalupe Cruz
- Sergio Sendel - Capitán Fernando Ortiz Betancourt
- Lilia Aragón - Aurelia Betancourt vda. de Ortiz
- Roberto Ballesteros - Cristóbal Martínez
- César Évora - Edmundo Rivadeneyra "El Loco Serenata"
- Arleth Terán - Olga Barquín
- Natalia Esperón - Blanca de la Fuente De Cruz
- Otto Sirgo - Dr. Misael Mendoza
- Delia Casanova - Clemencia
- Ignacio López Tarso - General Francisco Ortiz
- Luis Bayardo - Sergio Valdez
- Alma Muriel - Mercedes
- Lourdes Munguía - Aída
- Carlos Cámara Jr. - Arturo Palacios
- Martha Ofelia Galindo - Mariana
- Arlette Pacheco - Soledad Rivadeneyra
- Eugenio Cobo - Padre Matías
- Alejandro Ruiz - Loreto Espinoza
- Óscar Traven - Rolando Palacios
- Hilda Aguirre - Raquela de Palacios
- Juan Ignacio Aranda - Dante
- Sebastián - Diego Alfaro
- Kendra Santacruz - Marisol Cruz de la Fuente
- Fátima Torre - Olivia Palacios
- Odemaris Ruiz - Susana Palacios
- Itzamna Sodi - Patricio Palacios
- Alberto Salaberry - Fabián
- Daniel Gauvry - Paulino
- Bárbara Gómez  - Hechicera
- Antonio Brenán -  Gael
- Jorge Brenán - Gabriel
- Rubén Morales - Efrén Barquín
- José Antonio Ferral - Tomás
- Benjamín Rivero - Efraín
- Mirtha Renee - Amalia
- Rocío Valenti - Margarita
- Claudia Ortega - Adelina
- Luis Uribe - Dr. Garza
- Alfredo Alfonso - Acosta
- Eduardo Noriega - Notario
- Alejandra Barros - Cecilia

## Equipo de producción
- Original de: Liliana Abud
- Basada en una radionovela de: Caridad Bravo Adams
- Libreto: Jorge Lozano Soriano
- Adaptación: Julián Aguilar
- Edición literaria: Dolores Ortega y Juan Carlos Tejeda
- Escenografía: Selene G. Rodas
- Ambientación: Angélica Serafín García
- Diseño de vestuario: Ileana Pensado y Silvia Terán
- Jefe de reparto: Jaime Everardo
- Jefes de producción: Beatriz de Anda y Gabriela Gutiérrez
- Tema principal: "Que voy a hacer con mi amor"
- Autores: Luis Carlos Monroy, Raúl Ornelas
- Intérprete: Alejandro Fernández
- Música original: Jorge Avendaño
- Coordinación de musicalización: Luis Alberto Diazayas
- Edición: Adrián Frutos Maza, Marco A. Rocha
- Dirección de cámaras en locación: Jesús Nájera Saro
- Director de escena adjunto: Alberto Díaz
- Coordinación general: Aarón Gutiérrez y Laura Mezta
- Dirección de cámaras: Jesús Acuña Lee
- Dirección de escena: Miguel Córcega y Edgar Ramírez
- Productor ejecutivo: Salvador Mejía Alejandre

## Premios y nominaciones

### Premios TVyNovelas 2006
| Categoría                | Nominado        | Resultado |
| Mejor telenovela         | Salvador Mejía  | Nominado  |
| Mejor actriz protagónica | Adela Noriega   | Nominada  |
| Mejor actriz antagónica  | Lilia Aragón    | Nominada  |
| Mejor primera actriz     | Delia Casanova  | Ganadora  |
| Mejor primer actor       | Luis Bayardo    | Nominado  |
| Mejor actriz de reparto  | Natalia Esperón | Nominada  |
| Mejor actor de reparto   | César Évora     | Nominado  |
| Mejor actuación infantil | Sebastián       | Nominado  |

### Premios Bravo
| Año  | Categoría            | Persona   | Resultado |
| ---- | -------------------- | --------- | --------- |
| 2006 | Mejor actor infantil | Sebastián | Ganador   |

## Versiones
- La esposa virgen está basada en la radionovela llamada Tormenta de pasiones escrita por Caridad Bravo Adams.
- Telesistema Mexicano realizó la primera versión llamada Tormenta de pasiones y llevada a la pantalla en 1965, protagonizada por Héctor Andremar y Tere Velázquez.